# John Pintos
John Pintos, vollständiger Name John Harold Pintos Amoroso, (* 14. Januar 1996 in Montevideo) ist ein uruguayischer Fußballspieler.

## Karriere

### Verein
Der 1,75 Meter große Mittelfeldakteur Pintos steht mindestens seit der Saison 2014/15 im Kader der Profimannschaft von Liverpool Montevideo. In jener Zweitligaspielzeit debütierte er am 21. März 2015 bei der 2:3-Auswärtsniederlage gegen den Central Español in der Segunda División, als er von Trainer Alejandro Apud in der 76. Spielminute für Matías Toma eingewechselt wurde. Bis zum Saisonende, an dem sein Verein in die höchste uruguayische Spielklasse aufstieg, absolvierte er acht Zweitligaspiele. Einen Treffer erzielte er nicht. In der Erstligasaison 2015/16 und darüber hinaus wurde er bislang (Stand: 11. Februar 2017) nicht in der Primera División eingesetzt. Allerdings kam er in fünf Partien (ein Tor) der Copa Libertadores Sub-20 2016 zum Einsatz. Den Wettbewerb beendete die Mannschaft nach der 0:1-Finalniederlage gegen den FC São Paulo als Zweitplatzierter.

### Nationalmannschaft
Pintos feierte unter Trainer Fabián Coito am 17. Oktober 2012 beim 6:0-Sieg im Freundschaftsspiel gegen Chile sein Debüt in der U-17-Nationalmannschafts Uruguays. Er nahm mit der uruguayischen U-17-Auswahl an der U-17-Südamerikameisterschaft 2013 in Argentinien teil. Im Verlaufe des Turniers bestritt er drei Spiele (kein Tor). Im Vorfeld der U-17-Weltmeisterschaft jenes Jahres wies der uruguayische Fußballverband für ihn 22 absolvierte Länderspiele (kein Tor) in dieser Altersklasse für ihn aus. Bei der U-17-Weltmeisterschaft 2013 gehörte er ebenfalls dem Aufgebot Uruguays an, kam aber im Wettbewerb nicht zum Einsatz.

### Erfolge
- Zweiter der Copa Libertadores Sub-20: 2016